# Tectona hamiltoniana
Espèce
Synonymes
- Jatus hamiltonianus (Wall.) Kuntze in Revis. Gen. Pl. 2: 508 (1891)
- Tectona ternifolia Buch.-Ham. ex Wall. in Pl. Asiat. Rar. 3: 68 (1832)
- Theka ternifolia Buch.-Ham. in Trans. Linn. Soc. London 17: 185 (1835)

Tectona hamiltoniana, le teck dahat, est une espèce de plantes à fleurs, de la famille des Lamiacées. C'est un arbre tropical originaire de Birmanie et de Malaisie. C'est l'une des espèces de teck.
Il est à noter que l'expression teck de Birmanie se réfère à des arbres de l'espèce Tectona grandis cultivés en Birmanie, et pas à l'espèce Tectona hamiltoniana, endémique de Birmanie, et qui est communément considérée comme produisant le meilleur bois, étant à la fois très résistant et facile à travailler. Cette dernière espèce est par conséquent très menacée.
Des études génétiques menées en 2016 ont montré une nette différence entre les populations de Tectona grandis et celles de T. hamiltoniana.

## Taxonomie
Le nom correct complet (avec auteur) de ce taxon est Tectona hamiltoniana Wall..
Tectona hamiltoniana a pour synonymes :
- Jatus hamiltonianus (Wall.) Kuntze
- Tectona ternifolia Buch.-Ham.
- Tectona ternifolia Buch.-Ham. ex Wall.
- Theka ternifolia Buch.-Ham.